# Ильющенко, Сергей Анатольевич
Сергей Анатольевич Ильющенко (род. 14 мая 1975, Ленинград) — российский хоккеист, нападающий.

## Биография
Воспитанник ленинградского СКА. В сезоне 1991/92 дебютировал за вторую команду СКА, за которую выступал до сезона 1996/97. В сезонах 1994/95 — 1995/96 сыграл 64 матча за СКА в чемпионате МХЛ. Девять сезонов (1997/98 — 2005/06) отыграл в команде высшей лиги «Спартак» СПб.
После окончания карьеры игрока — детский («Спартак», «Нева», «Форвард») и студенческий («Горняк») тренер.